# Gary Hall Jr.
Gary Hall Jr. (Cincinnati, Estats Units, 1974) és un nedador nord-americà, ja retirat, guanyador de deu medalles olímpiques.

## Biografia
Va néixer el 26 de setembre de 1974 a la ciutat de Cincinnati, població situada a l'estat d'Ohio. És fill del també nedador i medallista olímpic Gary Hall Sr. i nebot del també nedador Charles Keating.

## Carrera esportiva
Va participar, als 21 anys, en els Jocs Olímpics d'Estiu de 1996 realitzats a Atlanta (Estats Units) aconseguí guanyar quatre medalles olímpiques: dues medalles d'or en els relleus 4x100 metres lliures i relleus 4x100 metres estils, així com dues medalles de plata en els 50 i 100 metres lliures, en ambdues ocasions per darrere del rus Aleksandr Popov, amb el qual establí una gran rivalitat a la piscina. En els Jocs Olímpics d'Estiu de 2000 realitzats a Sydney (Austràlia) tornà a guanyar quatre medalles: la medalla d'or en la prova dels 50 metres lliures (empatat amb el seu compatriota Anthony Ervin amb un temps de 21.98 segons) i en els relleus 4x100 metres estils, la medalla de plata en els relleus 4x100 metres lliures i la medalla de bronze en els 100 metres lliures, just per darrere de Pieter van den Hoogenband i Aleksandr Popov. En els Jocs Olímpics d'Estiu de 2004 realitzats a Atenes (Grècia) únicament participà en dues proves, aconseguint la medalla d'or en els 50 metres lliures i la medalla de bronze en els relleus 4x100 metres lliures. Intentà qualificar-se per participar en els Jocs Olímpics d'estiu de 2008 realitzats a Pequín (RP Xina), però no ho aconseguí.
Al llarg de la seva carrera ha guanyat 5 medalles en el Campionat del Món de natació, entre elles dues medalles d'or; 2 medalles en els Jocs Panamericans, una d'elles d'or; i 5 medalles en els Campionats de Natació Pan Pacific, quatre d'elles d'or.